# Parafia św. Maksymiliana Marii Kolbego w Kielcach
Parafia św. Maksymiliana Marii Kolbego w Kielcach – kielecka rzymskokatolicka parafia należąca do dekanatu Kielce-Śródmieście.

## Historia
Parafia została erygowana w 1983 roku przez biskupa Stanisława Szymeckiego po wydzieleniu jej z parafii św. Wojciecha i parafii katedralnej Wniebowzięcia NMP.
Kamień węgielny pod budowę kościoła poświęcił papież Jan Paweł II w Rzymie 10 października 1982 r.
Plac budowy i ustawiony na nim krzyż, kielecki ordynariusz poświęcił 12 grudnia 1982 r. w obecności blisko 7 tys. wiernych. 
Wiosną następnego roku, 3 kwietnia 1983 r., w Niedzielę Wielkanocną przy zbudowanym ołtarzu polowym sufragan bp Jan Gurda odprawił pierwszą Mszę Świętą. 
Budowę kaplicy parafialnej rozpoczęto 13 maja 1983 r. Ukończono ją i poświęcono po czterech miesiącach prac, 4 września 1983 r.
Po pięciu latach starań i przedstawieniu władzom Kielc ponad dwudziestu projektów, budowę świątyni według zatwierdzonego opracowania inż. arch. Zbigniewa Grządzieli i prof. Stefana Dousy rozpoczęto 28 września 1987 r.
12 grudnia 1999 r., po dwunastu latach prac, poświęcenia kościoła podczas uroczystej mszy dokonał następca biskupa Szymeckiego, bp Kazimierz Ryczan. On też dokonał jego konsekracji 9 listopada 2008 r.
Księgi metrykalne oraz kronika parafialna prowadzone są od 1983 roku.

## Terytorium parafii
- Ulice:  Bohaterów Warszawy (nr 11, 13, 15, 17), Cedzyńska, Cisowa, Głogowa, Jodłowa, Łysogórska, Mazurska (od nr 52 do 130 i od 69 do 139), Mąchocka, Napękowska, Niestachowska, Pomorska (od nr 87 do 151 i od 98 do 178), Prochownia, Radostowa, Sandomierska (nr parzyste od nr 156 do 312), Zagórska (nr 57, 64, 66, 68, 70, 72 i domki jednorodzinne nr od 59 do 91 i 118 do 166), Szymanowskiego (nr 3), L. Wawrzyńskiej (nr 46 do 108 i od 25 do 55), Wydryńska, Szczecińska (3 i 17 oraz 4-32).

## Odpust
Odpust parafialny ma miejsce 14 sierpnia.

## Proboszczowie
- od 1983 do 2012 – ks. Józef Zbroszczyk
- od 2012 – ks. Grzegorz Pałys